# Губиниха
Губи́ниха (укр. Губиниха) — посёлок, Губинихский поселковый совет, Новомосковский район, Днепропетровская область, Украина.
Является административным центром Губинихского поселкового совета, в который, кроме того, входит село Евецко-Николаевка.

## Географическое положение
Посёлок городского типа Губиниха находится у истоков реки Губиниха,
ниже по течению примыкает село Николаевка.
Река в этом месте пересыхает, на ней сделано несколько запруд.

## История
- Основание датируют 1704 годом. Согласно народному преданию, первым здесь основал свой зимовник старый казак Оверко Губа (Губин). После разрушения Чертомлыкской Сечи в 1709 году, Губа перевез в свой зимовник все своё имущество и окончательно обосновался тут. От фамилии казака и произошло название поселка.
- Интенсивное заселение Губинихи происходило после разрушения последней Запорожской Сечи в 1775 году.
- В 1776 году запорожский старшина Федор Романович Белый получил согласие от Азовского губернатора Черткова на устроение государственной воинской слободы — Губинихи.
- В 1782 году началось строительство церкви Рождества Пресвятой Богородицы, которое было завершено в 1785.
- Известно, что в 1886 году в Губинихе проживало 2784 человека, было 472 двора, волостное правление, православная церковь, школа, почтовая станция, 3 магазина, 2 ярмарки, базар по праздникам. Слобода Губиниха была центром и единственным поселением Губинихской волости Новомосковского уезда.
- В годы Великой Отечественной войны, во время временной оккупации поселка немецкими войсками, в Губинихе действовал партизанский отряд во главе с А. А. Свичкаренко. 1960 местных жителей воевали на фронтах Великой Отечественной войны, более 1000 из них погибли, 236 удостоены боевых наград. Звание Героя Советского Союза в 1942 году присвоено уроженцу Губинихи летчику И. А. Тараненко, который совершил 265 боевых вылетов, участвовал в 50 воздушных боях, сбил 11 вражеских самолетов.
- В память о погибших воинах центре поселка сооружен обелиск; установлен бюст погибшего командира партизанского отряда А. А. Свичкаренко; на братской могиле воинов-освободителей воздвигнут памятник.
- В 1964 году Губинихе был присвоен статус поселка городского типа.

В январе 1989 года численность населения составляла 6232 человек.
По состоянию на 1 января 2013 года численность населения составляла 5656 человек.

## Предприятия
- Губинихский сахарный завод
- Орельский объединённый элеватор
- Агроальянс
- Комбикормовый завод
- Метеостанция
- Губинихская районная больница № 1
- Сельскохозяйственный Производственный Кооператив "Эдельвейс"

## Школы
- Губинихский лицей
- Губинихская средняя школа

## Транспорт
Через Губиниху проходит железнодорожная ветка, по которой осуществляются пассажирские перевозки по направлению Красноград — Днепр.
Рядом с посёлком проходят автомобильные дороги М-18 (E 105), Т-0413.
Пассажирские перевозки по маршрутам Губиниха — Новомосковск, Губиниха — Днепр, Магдалиновка — Новомосковск, Казначеевка — Новомосковск осуществляют маршрутные такси.

## Известные жители и уроженцы
- Галата Иван Корнеевич (род. 1936) — Герой Социалистического Труда.
- Тараненко Иван Андреевич (1912—1995) — Герой Советского Союза.
- Щербина, Алексей Романович (1898—1984) — Герой Социалистического Труда.

## Галерея
- Культурно-досуговый центр
- Храм Рождества Пресвятой Богородицы (УПЦ КП)